# Raduhivka
Raduhivka (în ucraineană Радухівка) este localitatea de reședință a comunei Raduhivka din raionul Rivne, regiunea Rivne, Ucraina.

## Demografie
Componența lingvistică a localității Raduhivka
     Ucraineană (99,48%)
     Alte limbi (0,52%)
Conform recensământului din 2001, majoritatea populației localității Raduhivka era vorbitoare de ucraineană (99,48%), existând în minoritate și vorbitori de alte limbi.